# Frontex
A Frontex az Európai Határ- és Partvédelmi Ügynökség ismertebb neve.  Székhelye Varsóban van. Vezetője a német Alexander Fritsch. Feladata a határellenőrzés az európai schengeni térségben, együttműködve a schengeni övezet tagállamainak határ- és parti őrségeivel. 

## Története
A Frontexet 2004-ben hozták létre, Külső Határok Operatív Együttműködési Igazgatásért Felelős Európai Ügynökségként és elsősorban a határellenőrzés koordinációja volt a feladata. A 2015-2016-os Európai migrációs válságra az Európai Bizottság 2015. december 15-én javaslatot tett a Frontex megbízatásának kiterjesztésére Európai Határ- és Partvédelmi Ügynökség néven. 2015 december 18-án az Európai Tanács támogatja a javaslatot. Az Európai Parlament megszavazta és hivatalosan 2016 október 6-án a bolgár török határnál megkezdi működését. 

## Költségvetése, személyztete
Az ügynökség feladatai ellátására a költségvetését fokozatosan növelték, 2015-ben eredetileg tervezett 143 millió euróról, 2016-ra 238 millió euróra, majd 2017-re 281 és 322 millió euróra tervezik. 2020-ig az ügynökség személyzete fokozatosan nő: 2016-ban 402 tagja volt, míg 2020-ra csaknem ezer főre bővült. 